# Moritz Stoppelkamp
Moritz Stoppelkamp est un footballeur allemand, né le 11 décembre 1986 à Duisbourg en Allemagne. Il évolue actuellement en 2. Bundesliga au MSV Duisbourg comme milieu offensif.

## Carrière
| Saison    | Club                   | Pays              | Championnat        | Coupes nationales | Coupes d'Europe | Sélection |
| --------- | ---------------------- | ----------------- | ------------------ | ----------------- | --------------- | --------- |
| 2005-2006 | Rot-Weiss Essen        | Regionalliga Nord | 15 matchs          | -                 | -               | -         |
| 2006-2007 | Rot-Weiß Erfurt (prêt) | Regionalliga Nord | 21 matchs          | -                 | -               | -         |
| 2007-2008 | Rot-Weiss Essen        | Regionalliga Nord | 11 matchs / 2 buts | 1 match           | -               | -         |
| 2008-2009 | Rot-Weiß Oberhausen    | 2.Bundesliga      | 15 matchs          | 1 match           | -               | -         |
| 2009-2010 | Rot-Weiß Oberhausen    | 2.Bundesliga      | 31 matchs / 9 buts | 2 matchs          | -               | -         |
| 2010-2011 | Hanovre 96             | Bundesliga        | 23 matchs          | 1 match           | -               | -         |
| 2011-2012 | Hanovre 96             | Bundesliga        | 21 matchs          | 2 matchs / 2 buts | 5 matchs (C3)   | -         |
| 2012-2013 | TSV Munich 1860        | 2.Bundesliga      | 33 matchs / 6 buts | 3 matchs / 3 buts | -               | -         |
| 2013-2014 | TSV Munich 1860        | 2.Bundesliga      | 34 matchs / 6 buts | 2 matchs / 1 but  | -               | -         |
| 2014-2015 | SC Paderborn 07        | Bundesliga        | 4 matchs / 1 but   | 1 match           | -               | -         |

Dernière mise à jour le 20 septembre 2014

## Palmarès
Néant